# San Cibrao das Viñas
San Cibrao das Viñas település Spanyolországban, Ourense tartományban. San Cibrao das Viñas Ourense, O Pereiro de Aguiar, Paderne de Allariz, Taboadela, A Merca és Barbadás községekkel határos. Lakosainak száma 5718 fő (2024).

## Népesség
A település népessége az elmúlt években az alábbi módon változott:
| Lakosok száma | 3634 | 3867 | 4151 | 4310 | 4745 | 4972 | 5184 | 5405 | 5558 | 5718 |
|               | 2001 | 2004 | 2007 | 2009 | 2012 | 2014 | 2017 | 2019 | 2022 | 2024 |